# Franz Richter Herf
Franz Richter Herf (Wenen, 17 december 1920 – Salzburg, 4 juli 1989) was een Oostenrijks componist, muziekpedagoog en dirigent.

## Levensloop
Richter Herf studeerde aan de Muziek-Academie te Wenen en - na een onderbreking tijdens de Tweede Wereldoorlog - bij Johann Nepomuk David, Egon Kornauth en Bernhard Paumgartner aan de Universität für Musik und Darstellende Kunst "Mozarteum" Salzburg te Salzburg. In 1948 studeerde hij af. Vervolgens studeerde hij nog kapelmeester bij Clemens Krauss.
In 1949 werd hij als docent voor muziektheorie aan de Universität für Musik und Darstellende Kunst "Mozarteum" Salzburg beroepen. In 1965 werd hij dirigent van de zangvereniging Liedertafel Salzburg. Vanaf 1970 werkt Richter Herf aan het research van Ekmelische tonen en klanken (Ekmelische muziek=Muziek uit microtonen en -intervallen) en werkte eveneens mee aan de oprichting van het Instituut voor muzikaal basis-research (nu: Richter Herf-Institut für musikalische Grundlagenforschung) aan het Mozarteum. Vanaf 1974 was hij ord. professor en was van 1979 tot 1983 rector van de Universität für Musik und Darstellende Kunst "Mozarteum" Salzburg.
Samen met Rolf Maedel was hij oprichter van de Internationale Gesellschaft für Ekmelische Musik. Franz Richter Herf werd onder andere onderscheiden met de Michael-Haydn-Medaille in Silber (1972) en het Oostenrijkse Ereteken voor Kunst en Wetenschap - 1e Klasse (1985).

## Composities

### Werken voor orkest
- 1958 Ouverture in klassieke stijl, voor orkest
- 1959/1976 Erste Symphonie, voor orkest
- 1961 Musik, voor strijkorkest
- 1961 Drei Orchesterstücke
- 1971 Aus einer Sturmnacht, voor solisten, gemengd koor en orkest, op. 1 - tekst: Rainer Maria Rilke
- 1974 Ekmelie Nr. 1, voor orkest, op. 3
- 1980 Galactica - Zweite Symphonie, voor orkest, op. 16
- 1981 Ekmelie Nr. 2, voor strijkorkest, op. 17
- 1983 Ekmelie Nr. 3, voor orkest, op. 19
- 1985 Hypatia - Vision in ekmelischer Musik, voor orkest, op. 11
- 1986 Ekmelie Nr. 4, voor orkest, op. 23

#### Concerti
- 1953 Symphonische Szenen, voor piano en orkest
- 1958 Concertstuk, voor (tenor-)trombone en orkest
- 1959 Concert, voor contrabas en orkest
- 1962 Concerto breve, voor cello en orkest
- 1967 Concert, voor klarinet, hoorn, fagot en orkest

### Werken voor harmonieorkest
- 1954 Marsch der Astronauten
- 1961 Musica brevis
- 1966 Bagatelle
- 1967 Bajuwarischer Tanz

### Muziektheater

#### Opera's
| Voltooid in | titel                     | aktes                  | première                 | libretto                     |
| ----------- | ------------------------- | ---------------------- | ------------------------ | ---------------------------- |
| 1957        | Der Rattenfänger          | 5 taferelen            |                          | O. P. Rani                   |
| 1960        | ... und der Papagei lacht | 1 akte                 | 8 juni 1960, Wenen, ORF  | H. Schröck                   |
| 1976        | Odysseus, op. 12          | 6 taferelen            | 13 juni 1979, Wenen, ORF | naar "Odyssee" van Homerus   |
| 1988        | Agamemnon, op. 26         | alleen maar fragmenten |                          | naar een tekst van Aischylos |

#### Operettes
| Voltooid in | titel                 | aktes   | première                 | libretto    |
| ----------- | --------------------- | ------- | ------------------------ | ----------- |
| 1958        | Kein Mann für Susanne | 2 aktes | 1959, Wenen, door de ORF | Jori Wagner |

#### Balletten
| Voltooid in | titel     | aktes       | première | libretto      | choreografie |
| ----------- | --------- | ----------- | -------- | ------------- | ------------ |
| 1965        | Terraluna | 3 taferelen |          | W. J. Steiner |              |

### Werken voor koor
- 1959 Fuchs, du hast die Gans gestohlen, voor gemengd koor
- 1969 Besinnung, voor gemengd koor
- 1969 Im Park, voor gemengd koor
- 1975 Föhn, voor gemengd koor a capella, op. 8 - tekst: Christian Morgenstern
- 1979 Wenn sich lau die Lüfte füllen, voor mannenkoor, op. 15 - tekst: naar "Faust II" van Johann Wolfgang von Goethe
- 1985 Herr, unsere Erde, gebed van de Verenigde Naties voor gemengd koor a capella, op. 22

### Vocale muziek
- 1968 Der Gewitterabend, Lied voor zangstem en piano
- 1973 Welle der Nacht, voor sopraan, 2 hobo's, strijkwintet en harp, op. 2
- 1985 Kallisteia - Sappho-Fragmente, voor sopraan en vijf harpen, op. 21
- 1986 Vom Leben das Beste, voor zangstem en gitaar, op. 24

### Kamermuziek
- 1957 Fanfare, voor 3 trompetten, 3 hoorns, 3 trombones en pauken
- 1962 Equale, voor vier trombones
- 1963 Walzer, voor cello en piano
- 1965 Blazerskwintet
- 1966 Fanfare, voor 3 trompetten, 3 trombones en 3 pauken
- 1968 Salzburger Hochzeitsmusik, voor instrumentaal ensemble
- 1969 Licenza, voor viool en piano
- 1975 Die Stunde des Pan, voor strijkseptet en ekmelische orgel, op. 7
- 1976 Ekmelischer Satz für Streichquartett, op. 13
- 1977 Parakusis, voor viool, klarinet, basklarinet en gitaar, op. 14
- 1981 Panta rhei, voor vier trombones en slagwerk, op. 18
- 1988 Igonta, voor 3 trompetten en 3 trombones, op. 25
- Initialien für Streichquartett

### Werken voor orgel
- 1976 Wie schwache Fontänen - Initiale Nr. 1, , voor ekmelische orgel, op. 6
- 1976 Schweigen - Initiale Nr. 2, voor ekmelische orgel, op. 6
- 1976 Alapa, voor ekmelische orgel, op. 9/1
- 1976 Dhrupad, voor ekmelische orgel, op. 9/2
- 1976 Indago, voor Polychord (twee harpen) en ekmelische orgel, op. 10
- 1980 Studie Nr. 1 und Nr. 2, voor ekmelische orgel, op. 4

### Werken voor piano
- 1955 Pierrot
- 1957 Zirkuspolka
- 1959 Ballade
- 1963 Vier Chronogramme
- 1963 Drei pastorale Stücke
- 1964 Fantasie
- 1964 Studie
- 1965 Fünf Klavierstücke im labilen Tempo
- Sonate in einem Satz

### Werken voor harpen
- 1976 Indago, voor Polychord (twee harpen) en ekmelische orgel, op. 10
- 1986 Ekmelische Rhapsodie, voor zes harpen, op. 20

### Werken voor gitaar
- 1965 Bajuwarischer Tanz

## Publicaties
- samen met Rolf Maedel: Ekmelische Musik : Möglichkeiten der Erweiterung unseres Tonsystems, Salzburg : Institut für Musikalische Grundlagenforschung an der Hochschule für Musik und Darstellende Kunst "Mozarteum" in Salzburg, 1972.
- Ekmelische Musik - Aufführungspraxis und Intonationsübungen, Innsbruck, Musikverlag Helbling, 1979. ISBN 978-3-85061-035-3
- Die Intonation ekmelischer Klangstrukturen - Aufführungspraxis
- Mikrotöne I - Bericht über das internationale Symposium : Mikrotonforschung, Musik mit Mikrotönen, ekmelische Musik, 10.-12. Mai 1985 in Salzburg, Innsbruck: Edition Helbling, 1986. 240 p., ISBN 978-3-900590-01-7
- Mikrotöne II - Bericht über das internationale Symposium : Mikrotonforschung, Musik mit Mikrotönen, ekmelische Musik, Innsbruck: Edition Helbling, 1988. 192 p., ISBN 978-3-900590-04-8